# Misaki Emura
Misaki Emura (en japonés: 江村美咲, Emura Misaki; Oita, 20 de noviembre de 1998) es una deportista japonesa que compite en esgrima, especialista en la modalidad de sable.
Participó en dos Juegos Olímpicos de Verano, obteniendo una medalla de bronce en París 2024, en la prueba por equipos (junto con Risa Takashima, Seri Ozaki y Shihomi Fukushima), y el quinto lugar en Tokio 2020, en la misma prueba.
Ganó tres medallas en el Campeonato Mundial de Esgrima, en los años 2022 y 2023.
Fue la abanderada de Japón en la ceremonia de apertura de los Juegos Olímpicos de París 2024 junto con el practicante de breakdance Shigeyuki Nagarai.

## Palmarés internacional
| Juegos Olímpicos   | Juegos Olímpicos  | Juegos Olímpicos  | Juegos Olímpicos  |
| Año                | Lugar             | Medalla           | Prueba            |
| ------------------ | ----------------- | ----------------- | ----------------- |
| 2024               | París (Francia)   | Medalla de bronce | Sable por equipos |
| Campeonato Mundial |                   |                   |                   |
| Año                | Lugar             | Medalla           | Prueba            |
| 2022               | El Cairo (Egipto) | Medalla de oro    | Sable individual  |
| 2022               | El Cairo (Egipto) | Medalla de bronce | Sable por equipos |
| 2023               | Milán (Italia)    | Medalla de oro    | Sable individual  |